# Dundee Law

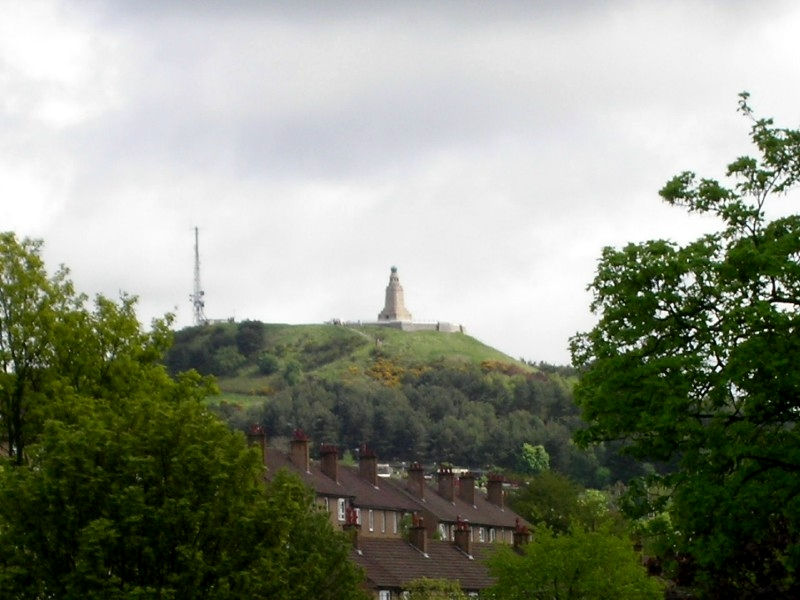
Il Dundee Law visto da lontano

Il Dundee Law è un'area collinare situata al centro di Dundee, in Scozia. L'area è soprattutto nota per il colle, che dà il nome all'intera zona.
L'area detta Law, comunque, comprende una significativa parte della città anche all'infuori della collina.

## Geologia
Il Law, che prende il suo nome dal gaelico hlāw, termine che indica una "collina" o più probabilmente, dall'Anglo-Sassone. Il termine indica una collina nata con il basalto creato dalla lava di un antico vulcano, ormai estinto. Azioni da parte di un antico ghiacciaio hanno dapprima eroso la collina e successivamente con i detriti formato una morena. Dalla pendenza della collina si può intuire che il ghiacciaio proveniva da settentrione. La cima della collina è situata a 174 metri sul livello del mare.

## Storia

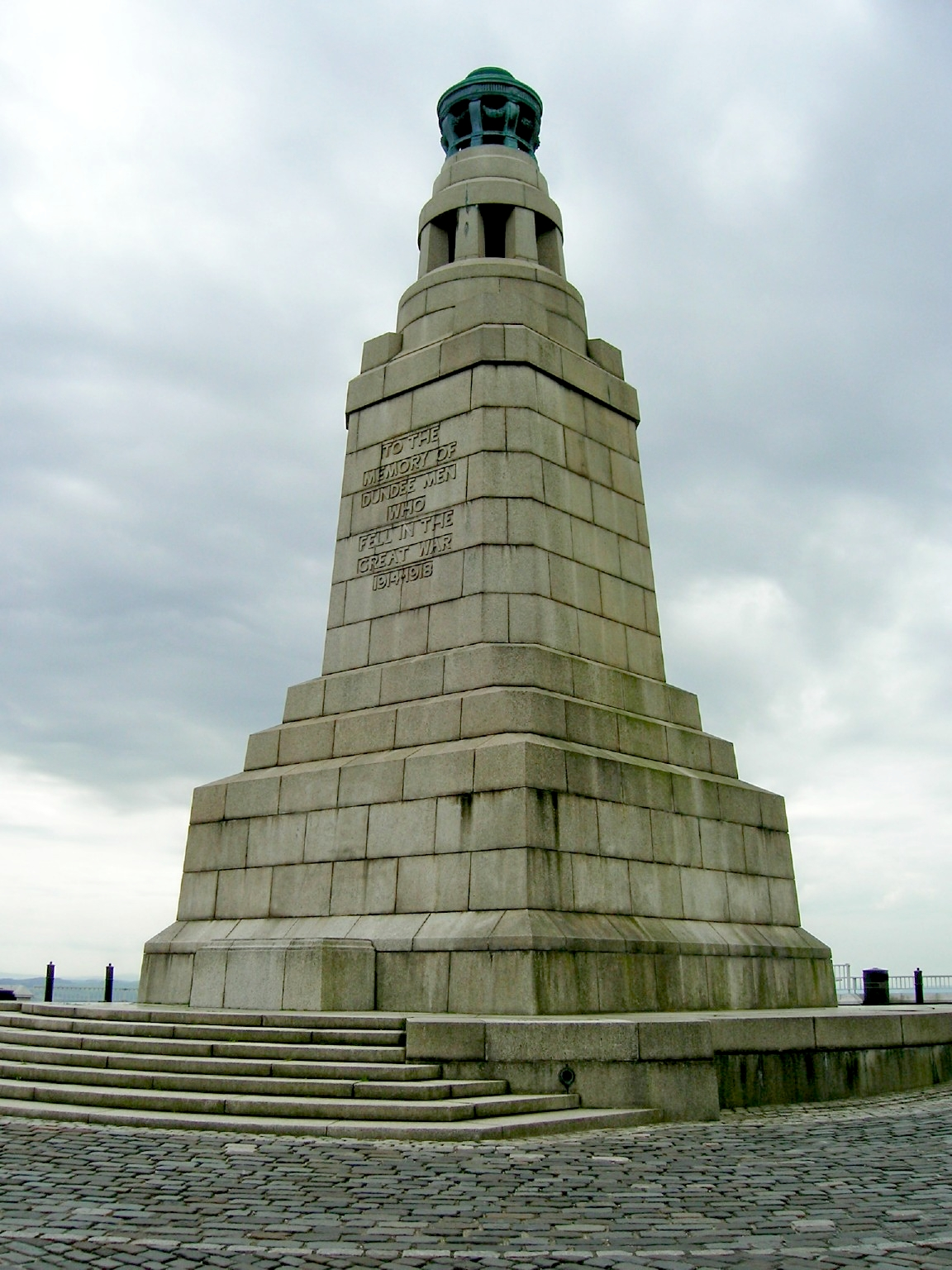
Memoriale di guerra.

Alcuni ritrovamenti archeologici di sepolture ci hanno permesso di capire che qui vi erano insediamenti umani già 3.500 anni fa. Durante l'età del ferro si trovava un insediamento del popolo dei Pitti. Inoltre furono trovate vettovaglie risalenti al periodo dell'Impero Romano, suggerendo che qui vi fosse un avamposto militare del I secolo.
Qui sorge un memoriale in onore ai caduti di entrambe le guerre mondiali. Negli anni dal 1992 al 1994, la costruzione fu aggiornata grazie al contributo del comune di Dundee e dell'impresa scozzese Tayside, con ulteriori fondi da parte della Commissione europea per lo sviluppo regionale. Il memoriale è una pietra con una fiamma alla sommità, e alla base riporta alcune date significative: il 25 settembre (in memoria della Battaglia di Loos - dove molti soldati del reggimento Black Watch persero la vita), il 24 ottobre (Giornata delle Nazioni Unite), l'11 novembre (Giorno dell'armistizio) e la Domenica delle Rimembranze.